# Медаль 10-річчя Народної Польщі
Медаль 10-ї річниці Народної Польщі — польська цивільна державна нагорода, заснована постановою Державної ради від 12 травня 1954 року, як ювілейний декор у зв'язку з наближенням десятої річниці заснування Народної Польщі. Медаль була розроблена в 1954 році Юзефом Гославським. Прикраса була надана з 22 липня 1954 року по 22 липня 1955 року.

## Створення та правила мовлення
10-річний ювілей Народної Польщі був заснований наказом Державної ради від 12 травня 1954 року. Цей указ встановлює загальні правила присвоєння прикрас, переліку професій, представники яких могли б отримати медаль. Період, протягом якого передбачалося розмежування, був обмежений до одного року — з 22 липня 1954 року до 22 липня 1955 року. Встановлено, що дана особа може бути виділена лише один раз; існує також можливість втратити значки у випадку втрати громадських та громадянських прав честі, а також якщо ця особа вважається недостойною наявності медалі або коли нагорода була надана в результаті плутанини. Витрати, пов'язані з виконанням і присудженням медалі, були віднесені до держави. Також був оголошений статут медалі.
Того ж дня була прийнята Постанова Державної ради від 12 травня 1954 р. — Статут «Медалі з 10-річчя Народної Польщі». Статут визначає зовнішній вигляд знака, уточнює правила мовлення, описує порядок подання заявок на присудження медалі, а також спосіб подання та носіння прикрас. Згідно з постановою, медаллю нагороджувано таких осіб:
[- robotnikom, chłopom, technikom, inżynierom, pracownikom komunikacji, łączności, budownictwa, handlu, spółdzielczości i innych działów gospodarki narodowej
– pracownikom nauki, kultury, oświaty i ochrony zdrowia
– pracownikom administracji państwowej i gospodarczej
– żołnierzom Sił Zbrojnych oraz pracownikom organów bezpieczeństwa publicznego
– działaczom politycznym i społecznym
Згодом в Статуті згадувалися сфери, в яких заслуги були особливою основою для отримання медалі. Вони були, серед інших підвищення ефективності роботи, перевищення планових завдань, зразкове ведення агрохолдингу, ефективна реалізація систем збереження, послуги у сфері торгівлі та послуг, розвиток науки та поширення знань, розвиток культури та мистецтва, розвиток освіти, охорони здоров'я, фізичної культури та спорту, підвищення рівня робота національних рад, упорядкування адміністрації, боротьба з бюрократією, дії з підвищення політичної активності. Умовою для отримання прикраси була також робота в Народній Польщі з першого року після визволення. Надання медалі за коротший час було можливим лише в особливо обґрунтованих випадках.
Члени уряду, керівники центральних апаратів, вищі органи політичних, соціальних і кооперативних організацій, а також президії провінційних національних рад змогли подати заявку на медаль. Організації, що підлягають цим суб'єктам, можуть взяти на себе ініціативу. Форма, в якій подано заяву, вимагає персональних даних особи, даних про хід його професійної діяльності та її діяльності з 1944 року, а також короткий опис всієї його професійної діяльності, діяльності та соціального ставлення. У випадку працівників, зайнятих на робочих місцях, також була потрібна думка керівництва та партійної та профспілкової організації компанії. Що стосується окремих селян і членів виробничих кооперативів, то думка президії пов'янкової національної ради була необхідною.
У перевазі прикрас він зайняв місце медалі «Збройні Сили на службі Батьківщини» і перед медаллю за довгострокові витрати на шлюб.
Втрата юридичної сили Статуту «Медалі з 10-річчя Народної Польщі» відбулася з набранням чинності Постанови Державної ради від 29 лютого 1960 року про накази та прикраси.

## Опис значка
Знак був розроблений у 1954 році польським скульптором та медалістом Йозефом Гославським. Його вигляд описаний у пункті 1 Статуту, до якого додається додаток у вигляді малюнка. Згідно з постановою, медаль однобічна, а її діаметр — 40 мм. Край медаль прорізаний поперечно в площині, централізовано звужується, розділений на шість рівних інтервалів з орнаментом з дубових листків, за межі кола медалі. У середині розташований круглий, увігнутий диск діаметром 20 мм, обрамлений діаметром 5 мм. На щиті є зображення трьох стоячих фігур. Один з них має державний прапор білої та червоної емалі, другий — сноп жита, третій — книгу. У нижній частині обода напис 1944 22 VII 1954, а у верхній — орнамент з лаврового листя. Поверхня з групою фігур і ручками медалі окислюються, а позолочений обхват. Реверс гладкий, посріблений і злегка притуплений.
Медаль супроводжується прямокутною бадьткою з кутами. У його центрі знаходиться римська цифра X. На задній частині каретки є шпилька, яка дозволяє прикріпити медаль.

## Давати і носити медаль
Поряд з медаллю було роздано посвідчення особи, що є документом, що засвідчує відзнаку. Відповідно до Статуту, презентація повинна бути церемоніальною, мобілізувати працівників даного робочого місця або мешканців даного міста для збільшення зусиль у сфері праці та діяльності на благо держави. В якості можливостей, передбачених для церемонії нагородження, згадуються наступні:
- святкування 10-річчя Народної Польщі;
- урочисті засідання національних рад та академій;
- засідання у зв'язку з запуском нових робочих місць;
- конвенції та конференції;
- церемонія інавгурації або закінчення навчального та навчального року;
- зустрічі співробітників;
- збори села.

Влада, уповноважена видавати прикраси, була:
- Голова Державної ради ;
- член Державної ради;
- член Уряду;
- MP;
- Заступник міністра;
- керівник центрального апарату;
- голова або член президії воєводства, повіту або муніципальної національної ради.

Крім того, у випадку відзначення медалі за кордоном, дипломатичне чи консульське представництво має право передавати його. З іншого боку, у випадку військовослужбовців, прикраса була надана військовим командувачем, уповноваженим міністром національної оборони, та персоналом з безпеки, уповноваженим міністром громадської безпеки.
Згідно з Інструкцією Уряду Державної ради від 29 лютого 1960 року про спосіб носіння медалей та прикрас, медаль носили на правій стороні грудей. Пов'язку виготовляли з стрічки шириною 37 мм, червоною. Статут передбачав носіння медалі з нагоди національних свят, на засіданнях Сейму та національних рад, на урочистих зборах та академіях, а також при отриманні медалі або прикраси. Інші обставини залежать від визнання особи, якій присуджується.

## Декорований
Імена всіх осіб, нагороджених 10-річним ювілеєм Народної Польщі, перераховані в нормативно-правових актах, що містять рішення Державної ради та публікуються в Моніторі Polski. Серед почесних є, серед інших акторів (напр.,
Густав Холоубек, Францішек П'єчка,
Віньчислав Глінський,
художники (напр. Станіслав Сікора,
Ян Кібіс)
або військовий (напр. Тадеуш Крепський, Станіслав Скальський). Одним з видатних людей був також Юзеф Гославський — дизайнер прикрас. Скульптор був нагороджений 28 лютого 1955 року на прохання міністра культури і мистецтва.
Всього було вручено 267,671 медалей 10-річчя Народної Польщі.